# (6325) 1991 EA1
A (6325) 1991 EA1 a Naprendszer kisbolygóövében található aszteroida. M. Arai és H. Mori fedezte fel 1991. március 14-én.